# 鼓浪屿号邮轮
鼓浪屿号邮轮（MV Piano Land）是中华人民共和国邮轮公司星旅远洋邮轮（Astro Ocean ） 旗下的一艘遊輪。  該郵輪於1995年4月正式投入使用，當時該郵輪隸屬於鐵行郵輪。 该郵輪由德国邁爾造船廠位于帕彭堡的船厂建造。 